# چسلی کریست
چسلی کورنی کریست (انگلیسی: Cheslie Corrinne Kryst؛ ۲۸ آوریل ۱۹۹۱ در جکسون، میشیگان – ۳۰ ژانویهٔ ۲۰۲۲ در نیویورک) مدل، وکیل و ملکه زیبایی اهل آمریکا بود که به نمایندگی از کارولینای شمالی برنده ملکه زیبایی ایالات متحده آمریکا ۲۰۱۹ شد.

## فعالیت‌ها
کریست اهل کارولینای شمالی به صورت رایگان از زندانی‌ها در دادگاه دفاع می‌کرد. وی همچنین به عنوان خبرنگار برای تارنمای خبری- سرگرمی «اکسترا» (EXTRA) کار می‌کرد، کریست وبلاگی هم در زمینه مد به نام «وایت کولار گلام» (White Collar Glam) برای لباس کار زنانه راه‌اندازی کرده بود.

## درگذشت
پیکر بی‌جان وی در ساعت ۷ صبح روز ۳۰ ژانویه ۲۰۲۲ در نزدیکی یک آسمان‌خراش ۶۰ طبقه در خیابان ۴۲ غربی در منهتن، نیویورک جایی که وی در طبقه نهم آن سکونت داشت پیداشد. وی برای آخرین بار در روز ۲۹ ژانویه دیده شده بود. مرگ چلسی در نتیجه سقوط از ساختمان بوده‌است، و به احتمال زیاد به دلیل خودکشی بوده‌است. چسلی پیش از مرگش عکسی در اینستاگرام خود منتشر کرده و نوشته بود:
«باشد تا این روز برای شما آرامش به ارمغان آورد»